# Sarah Siddons kao tragična muza
Sarah Siddons kao tragična muza (engleski: Sarah Siddons as the Tragic Muse) je slavno ulje na platnu koje je 1784. godine naslikao tada najutjecajniji engleski slikar, Joshua Reynolds.
Ova slika ima dvostruko tumačenje. Prvo je da je umjetniku kao inspiracija za sliku bila glumica Sarah Siddons koja je glumila u Shakespeareovim dramama u 18. stoljeću, a najpoznatija joj je uloga bila Lady Macbeth. Drugo tumačenje je da je umjetnik bio motiviran grčkom i rimskom mitologijom, te je za portret uzeo jednu od devet muza. Melpomena je u grčkoj mitologiji bila Zeusova kćer i muza pjesme, a negdje se navodi i kao muza tragedije.
Reynolds je naslikao Sarah koja se očito nalazi u konfliktu, ali s velikom dozom elegancije i gracioznosti. Njezina haljina je mješavina žute, svijetle i tamne smeđe boje što daje dojam realnosti. Reynoldsova tehnika za ovu kompoziciju snažno se oslanjala na njegove efekte rasvjete te podebljane obrise koji pojačavali prirodni sklad. Muza je u punom svjetlu i njezina se prisutnost hrabro navodi pomoću ove tehnike. Reynolds je koristio elemente crne i svijetle narančaste kroz cijelu sliku time naglašavajući dvije sjedeće figure iza Sarah; metafore „tuge“ i „straha“. Ove figure naslikane su u „glatkim mekim linijama” što ih čini da izgledaju kao skulpture u klasicističkoj odjeći, koje kao da se uklapaju sa smeđom, olujnom pozadinom.